# کژدم‌های دم‌کلفت
کژدم‌های دم‌کلفت (نام علمی: Buthidae) نام یک خانواده از راسته کژدم‌ها است. کژدم‌های دم کلفت بزرگ‌ترین خانواده کژدم‌ها است که بطوریکه تا سال ۲۰۲۱ حدود ۹۶ سرده و بیش از ۱۲۳۰ گونه را شامل می‌شود.

## سرده‌ها
- کژدم‌های پوسته‌نشین
- کژدم دم‌پهن
- کژدم‌های زرشکی
- هوتنتوتا